# Гюлесерян, Геворк
Геворк Гюлесерян (Кеворк Галессерян, англ. Kevork Gulesserian; род. 21 сентября 1981, Сидней) — австралийский футболист, нападающий.

## Карьера
Воспитанник футбольной академии Австралийского института спорта. Был игроком сборной Австралии (до 20 лет). В её составе выступал на молодёжном чемпионате ОФК 2001, где на групповой стадии забил по одному голу в ворота Самоа (16:0) и Тонги (7:0), а затем стал автором септа-трика в игре со сборной Островов Кука (13:0). Также забил гол в первом матче финального противостояния с Новой Зеландией, в котором Австралия потерпела поражение со счётом 1:2. Однако по сумме двух матчей Австралии удалось победить со счётом 4:3 и, таким образом, отобраться на проходивший в том же году в Аргентине молодёжный чемпионат мира, а сам игрок стал лучшим бомбардиром турнира с 10 забитыми мячами. На чемпионате мира Гюлесерян сыграл в двух матчах группового этапа с Чехией и Анголой и матче 1/8 финала против Бразилии (0:4), но результативными действиями не отметился.
В высшей лиге Австралии выступал за клуб «Маркони Стэллионс». В его составе в сезоне 2001/02 провёл 11 матчей и забил 3 гола, а затем сыграл ещё один матч в сезоне 2003/04. В 2004 году стал игроком армянского клуба «Улисс» (тогда — «Динамо-Зенит»), в чемпионате Армении провёл 2 матча.

## Достижения
- Победитель молодёжного чемпионата ОФК 2001
- Лучший бомбардир молодёжного чемпионата ОФК 2001 (10 голов)